# Julia Kleine
Julia Valeska Kleine (* 4. November 1984 in Köln, Nordrhein-Westfalen) ist eine deutsche Fernseh- und Radiomoderatorin, Reporterin und Synchronsprecherin.

## Leben und Karriere
Julia Valeska Kleine wuchs in der Umgebung von Bergisch Gladbach auf. Nach dem Abitur an der dortigen Integrierten Gesamtschule Paffrath (IGP) begann sie 2004 ein Studium an der Deutschen Sporthochschule in Köln in den Fächern Medien- und Kommunikationswissenschaften. Das Studium schloss sie 2009 als Diplom-Sportwissenschaftlerin in diesen Fächern ab.
Während ihres Studiums absolvierte Kleine ein Fernseh-Volontariat beim Fernsehsender NRW.TV und der DPA in Düsseldorf. Dort sammelte sie erste Erfahrungen als Moderatorin und Reporterin. 2010 gelang der Sprung zunächst zur Lokalausgabe Sat.1 17:30 in Dortmund, 2012 zog es die Kölnerin an die Isar zum 24-Stunden-Sportnachrichtensender Sky Sport News HD in Unterföhring. Vom 16. Juli 2014 bis 2017 moderierte Kleine die WDR Lokalzeit Ruhr aus Essen. Seit 2015 moderiert sie die Lokalzeit aus Köln.
Bis zu ihrem zwanzigsten Lebensjahr fuhr Kleine professionell Skirennen. Aufgrund eines Unfalls musste sie 2005 mit dem Skifahren aufhören.

## Moderationen

### Fernsehen
- 2014–2017 Lokalzeit Ruhr
- seit 2015: Lokalzeit aus Köln
- 2016: Kölner Lichter
- 2020: Lokalzeit aus Aachen